# Collalbrigo
Collalbrigo è una località (non è considerata frazione) di Conegliano, in provincia di Treviso. Sorge sulle colline ad ovest del capoluogo comunale, distando circa 3 km dal centro. 

## Luoghi d'interesse

### Architetture religiose

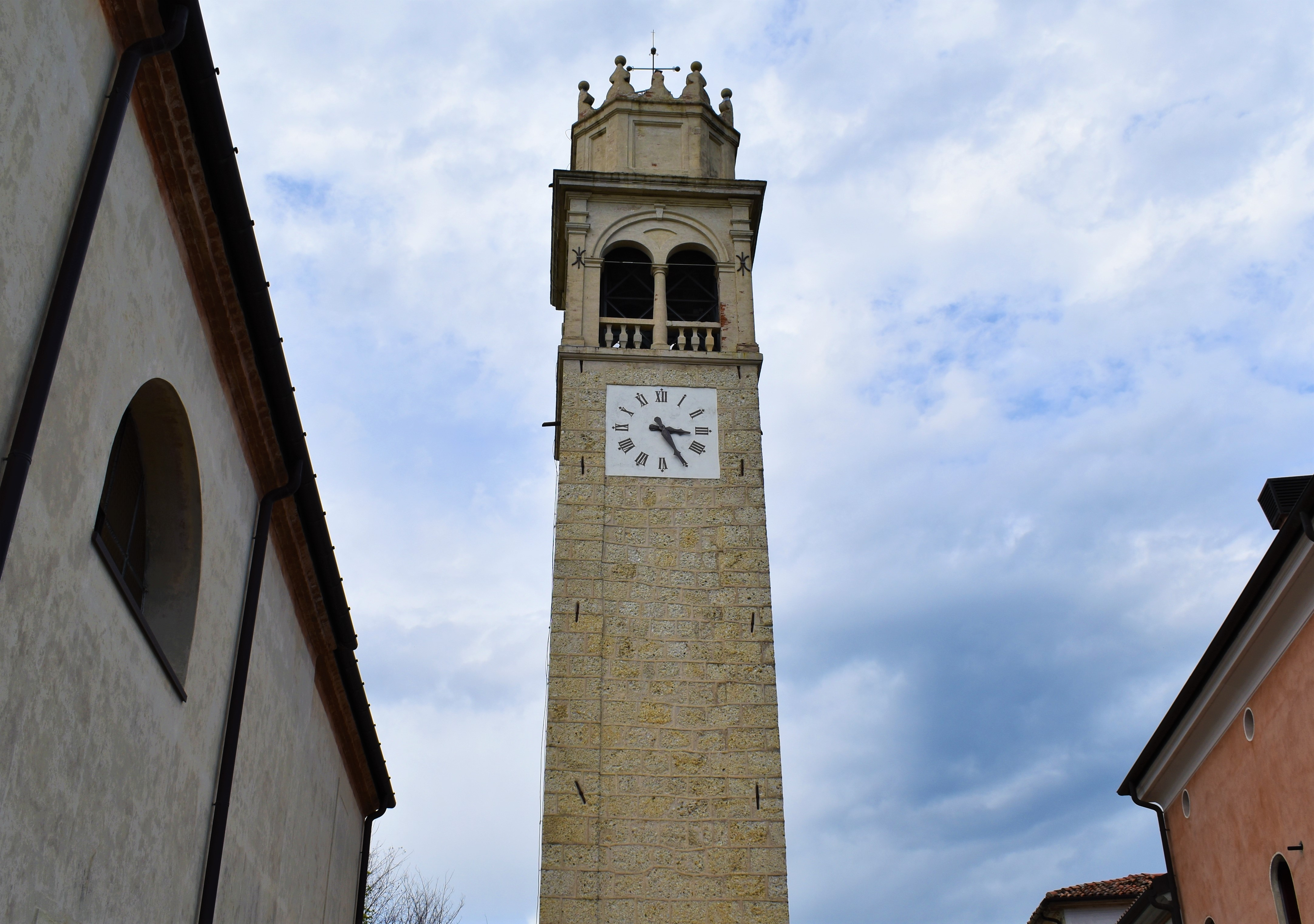
Il campanile

#### La chiesa di San Dionisio
La chiesa parrocchiale intitolata a San Dionigi Areopagita (ma in origine era dedicata ai Santi Dionisio, Rustico ed Eleuterio), era inizialmente una cappella della pieve di San Pietro di Feletto. Nel 1533 divenne curazia e fu eretta a parrocchia nel 1575. Fu riedificata su progetto di Tirindelli, tra la fine Ottocento e l'inizio del Novecento (la consacrazione è del 1894), poiché il terremoto del 1873 aveva reso pericolante il vecchio edificio, risalente al 1585. Il campanile, progettato dall'ing. Da Riz, è del 1855.

Le fonti antiche ricordano anche un oratorio, ora scomparso, dedicato a San Lorenzo. Citato già nel 1124, quando apparteneva al monastero di Santa Maria del Piave, passò, dal 1490, al monastero di Santa Maria degli Angeli di Murano.

#### Oratori

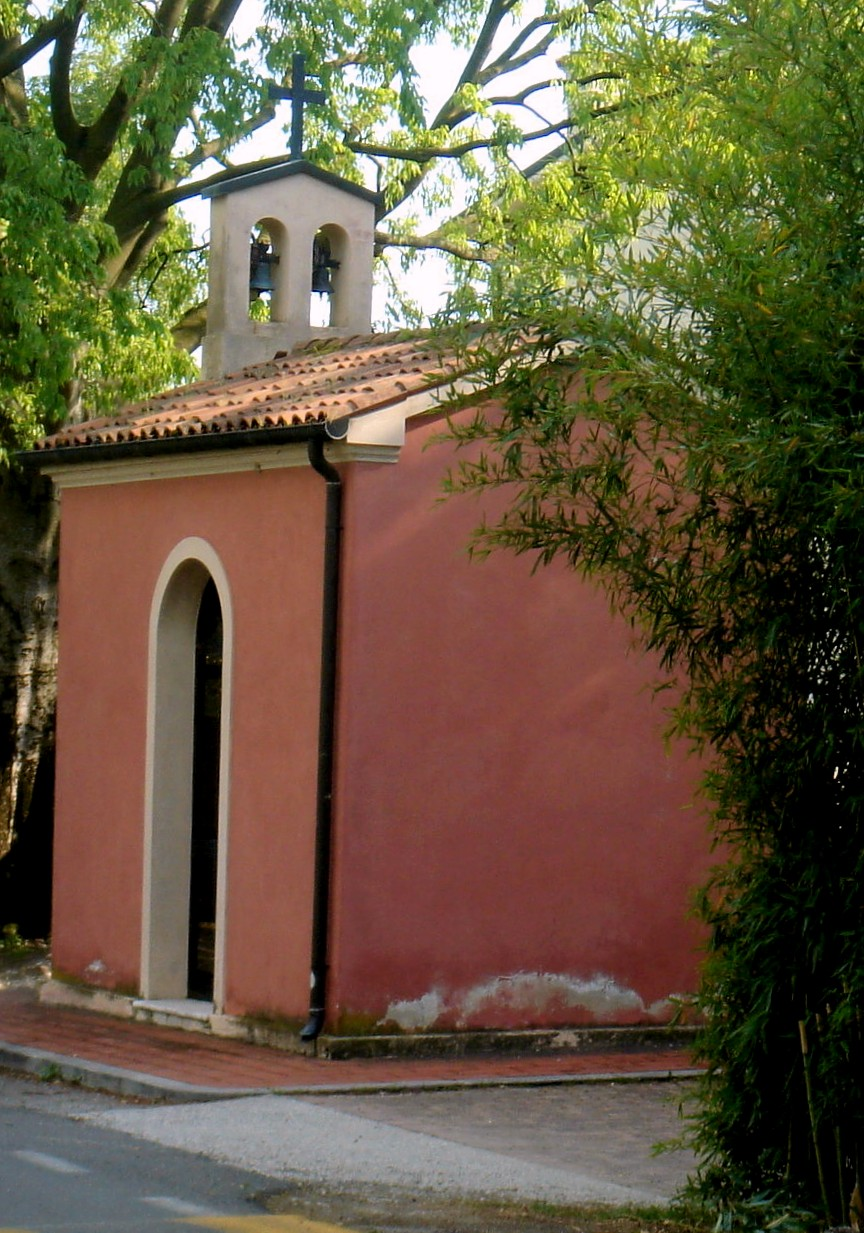
Il sacello di Sant'Anna

Come in tutte le aree di sostrato rurale della provincia di Treviso, anche a Collalbrigo ha importanza l'architetture religiosa popolare, sviluppatasi nei secoli e ancora oggi presente sul territorio, con i capitelli votivi.
Il più rappresentativo di essi è l'oratorio di Sant'Anna di via Guizza, posizionato di fronte alla scuola elementare "Don Marcon": si tratta di un sacello intonacato di rosso, con facciata a capanna, sulla quale si apre un arco a tutto sesto. Sul lato destro, che dà sulla strada, un altro arco a tutto sesto completa la forometria della struttura; sul tetto c'è una piccola cella campanaria.

### Ville Venete

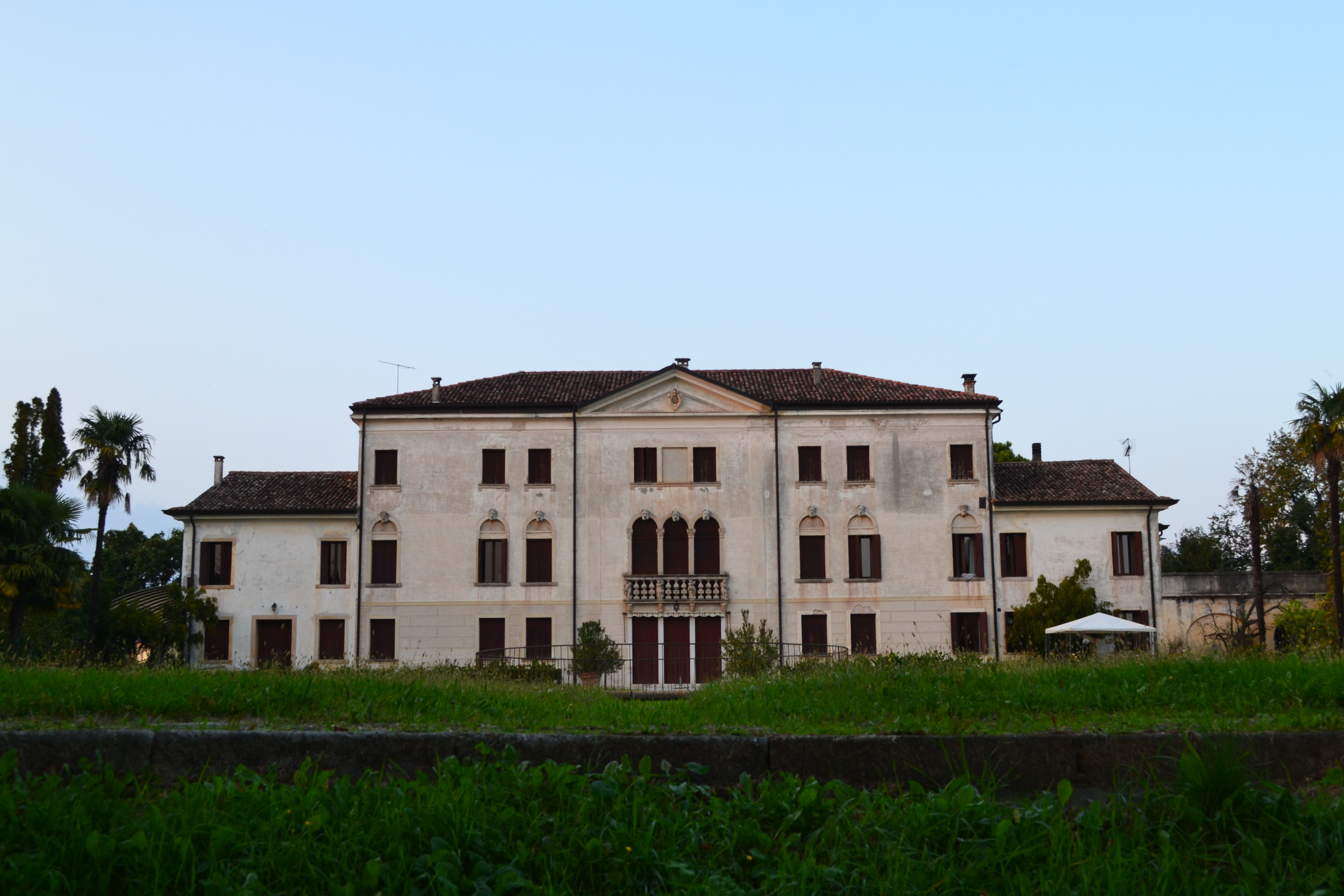
Villa Montalban Ghetti

#### Casa canonica
La Casa canonica di Collalbrigo è una villa veneta del XIX secolo, proprietà della parrocchia. Si tratta di un edificio di due piani con monofore a tutto sesto, più un ammezzato nel sottotetto con piccole aperture circolari.

#### Villa Montalban Ghetti
Villa Montalban Ghetti è una villa veneta del XVIII secolo, situata sulla sommità del colle, caratterizzata da un edificio padronale di tre piani, coronato da frontone, con trifora a tutto sesto al piano nobile.

#### Torre Dalla Fratta Montalban
Complesso di villa veneta-castello risalente al XV secolo, la Torre Dalla Fratta Montalban si erge in area agricola sul dolce pendio del colle, inserita in un boschetto sulla sinistra di via Marsiglion scendendo verso Parè.

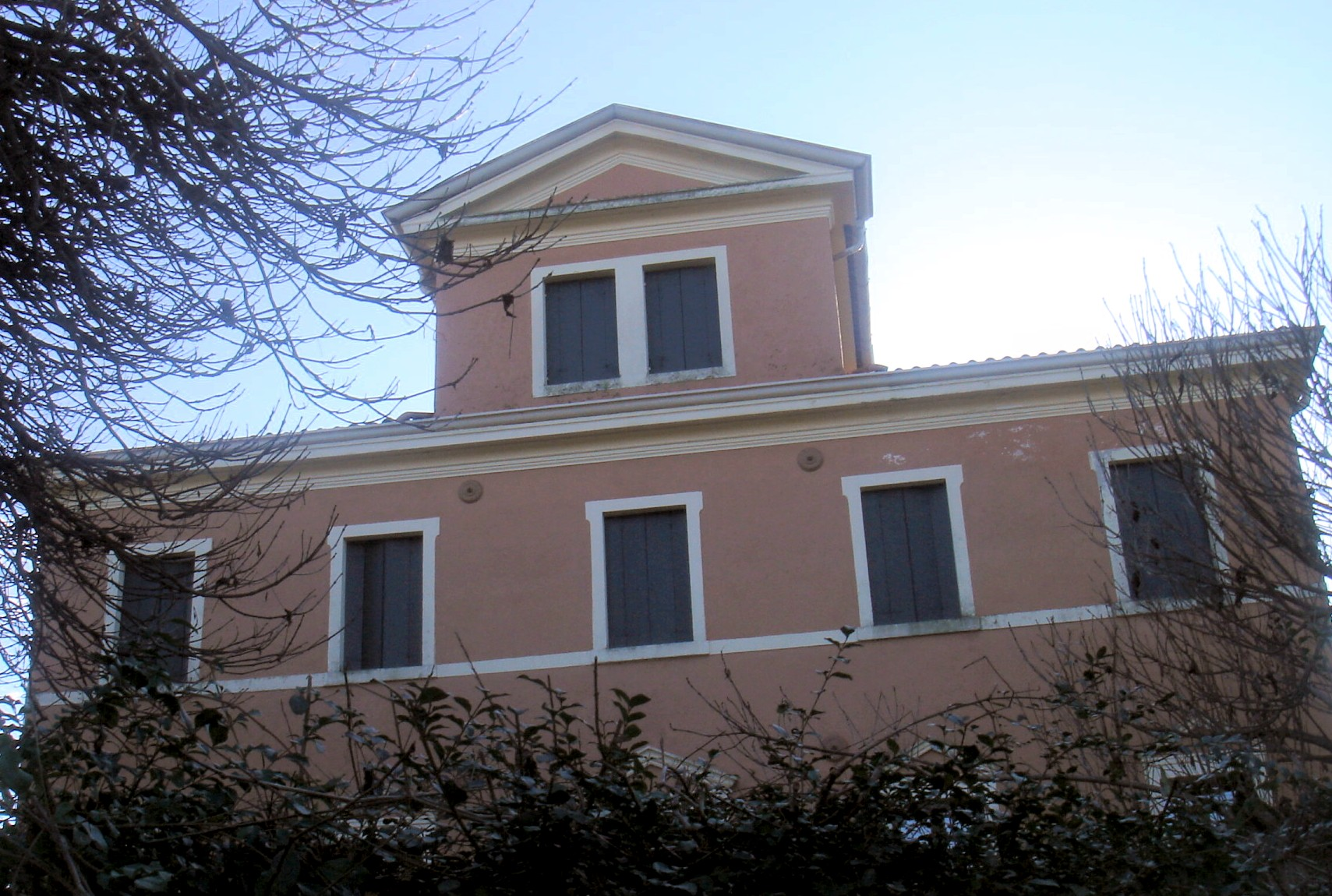
Villa Ceotti Cosulich

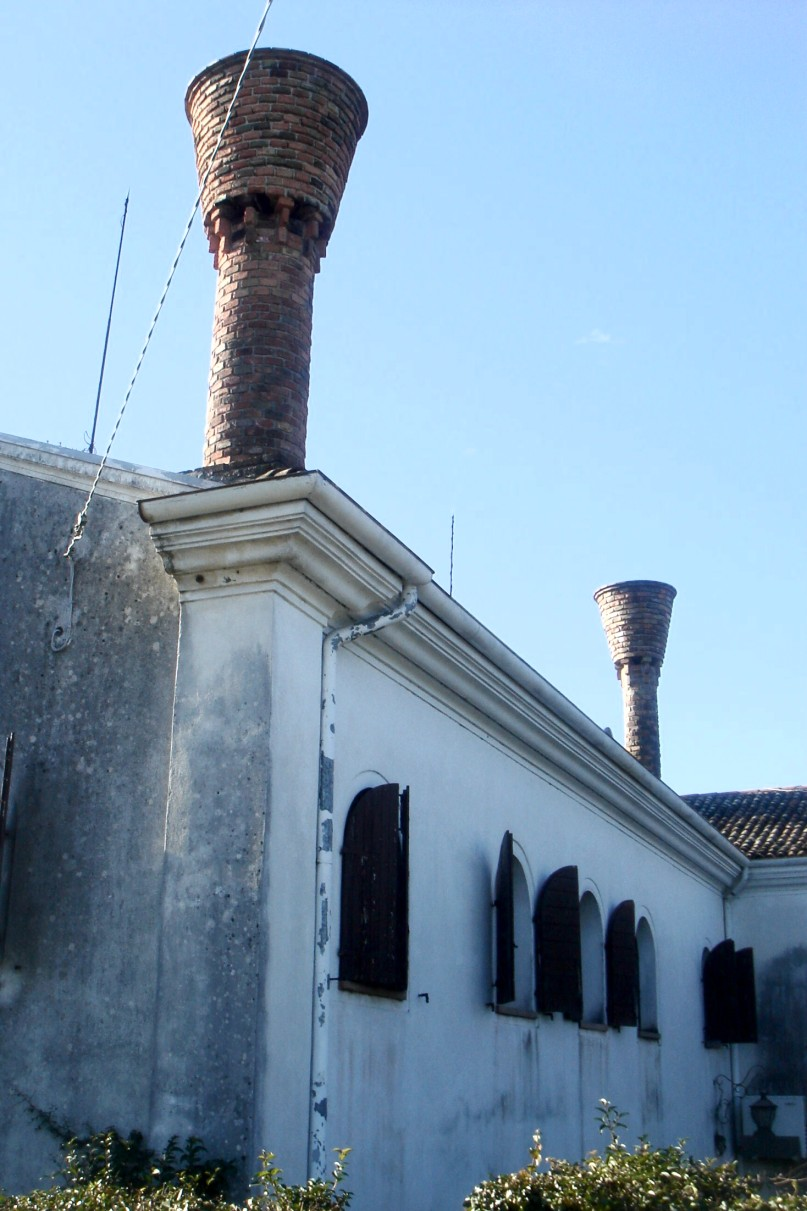
Casa Cosulich

#### Villa Ceotti Cosulich
Su un'altura rivolta verso Parè e la pianura a sud-ovest di Conegliano, Villa Ceotti Cosulich è una villa veneta ottocentesca di tre piani rialzata centralmente; la forometria, assieme a sottili fasce marcapiano bianche sull'intonaco rosso, ne disegna i livelli, per mezzo di sole monofore rettangolari.

#### Casa Cosulich
Vicina a Villa Ceotti Cosulich e alla Torre Dalla Fratta Montalban, Casa Cosulich è una villa veneta del XIX secolo, anch'essa sui rilievi di via Marsiglion. È un edificio di due piani disposto a L, caratterizzato da monofore a tutto sesto in un'ala e da monofore rettangolari nell'altra, nonché da dei caratteristici comignoli.
Sul lato che dà sulla strada è presente un bassorilievo con due fanciulli nell'atto di produrre il vino, immagine che si lega indissolubilmente alla realtà rurale dei colli del prosecco, ove sorge la casa padronale ancor oggi della famiglia Cosulich.